# Gran Premio di Monaco 1971
Il Gran Premio di Monaco 1971, XXIX Grand Prix Automobile de Monaco di Formula 1 e terza gara del campionato di Formula 1 del 1971, si è disputato il 23 maggio sul Circuito di Monte Carlo ed è stato vinto da Jackie Stewart su Tyrrell-Ford Cosworth.
Le qualifiche si sono svolte sul bagnato, con Andretti particolarmente sfortunato in quanto la sua auto si fermò in pistae non fu in grado di qualificarsi nonostante fosse al secondo del mondiale di F1. Jackie Stewart ottenne una splendida pole position con più di un secondo davanti a Jacky Ickx e in gara, sfruttò il vantaggio seguito da Jo Siffert, autore di una splendida partenza, Ickx, Pedro Rodríguez, Ronnie Peterson e Denny Hulme. Chris Amon restò fermo sulla griglia e Graham Hill - alla ricerca di un 6 ° vittoria a Monaco - commise un raro errore, colpendo il muro alla curva del Tabaccaio al 2 ° giro. Stewart aumentò il suo vantaggio su Siffert e Ickx, arrivando a vincere per la seconda volta il Gran Premio monegasco dopo quella del 1966. Peterson fu autore di una splendida gara, con i suoi tentativi coraggiosi di prendere il 4 ° posto a Rodríguez. Hulme si unì alla battaglia. Alla fine il messicano sempre sotto pressione, fu passato sia da Peterson e Hulme.

## Qualifiche
| Pos | No | Pilota               | Costruttore      | Squadra                           | Tempo  | Gap   |
| --- | -- | -------------------- | ---------------- | --------------------------------- | ------ | ----- |
| 1   | 11 | Jackie Stewart       | Tyrrell-Ford     | Elf Team Tyrrell                  | 1:23.2 |       |
| 2   | 4  | Jacky Ickx           | Ferrari          | Scuderia Ferrari SpA SEFAC        | 1:24.4 | +1.2  |
| 3   | 14 | Jo Siffert           | BRM              | Yardley Team BRM                  | 1:24.8 | +1.6  |
| 4   | 20 | Chris Amon           | Matra            | Equipe Matra Sports               | 1:24.8 | +1.6  |
| 5   | 15 | Pedro Rodríguez      | BRM              | Yardley Team BRM                  | 1:25.1 | +1.9  |
| 6   | 9  | Denny Hulme          | McLaren-Ford     | Bruce McLaren Motor Racing        | 1:25.3 | +2.1  |
| 7   | 21 | Jean-Pierre Beltoise | Matra            | Equipe Matra Sports               | 1:25.6 | +2.4  |
| 8   | 17 | Ronnie Peterson      | March-Ford       | STP March Racing Team             | 1:25.8 | +2.6  |
| 9   | 7  | Graham Hill          | Brabham-Ford     | Motor Racing Developments Ltd     | 1:26.0 | +2.8  |
| 10  | 22 | John Surtees         | Surtees-Ford     | Brooke Bond Oxo Team Surtees      | 1:26.0 | +2.8  |
| 11  | 5  | Clay Regazzoni       | Ferrari          | Scuderia Ferrari SpA SEFAC        | 1:26.1 | +2.9  |
| 12  | 2  | Reine Wisell         | Lotus-Ford       | Gold Leaf Team Lotus              | 1:26.7 | +3.5  |
| 13  | 27 | Henri Pescarolo      | March-Ford       | Frank Williams Racing Cars        | 1:26.7 | +3.5  |
| 14  | 10 | Peter Gethin         | McLaren-Ford     | Bruce McLaren Motor Racing        | 1:26.9 | +3.7  |
| 15  | 12 | François Cevert      | Tyrrell-Ford     | Elf Team Tyrrell                  | 1:27.2 | +4.0  |
| 16  | 24 | Rolf Stommelen       | Surtees-Ford     | Auto Motor Und Sport Team Surtees | 1:27.2 | +4.0  |
| 17  | 1  | Emerson Fittipaldi   | Lotus-Ford       | Gold Leaf Team Lotus              | 1:27.7 | +4.5  |
| 18  | 8  | Tim Schenken         | Brabham-Ford     | Motor Racing Developments Ltd     | 1:28.3 | +5.1  |
| DNQ | 16 | Howden Ganley        | BRM              | Yardley Team BRM                  | 1:28.8 | +5.6  |
| DNQ | 6  | Mario Andretti       | Ferrari          | Scuderia Ferrari SpA SEFAC        | 1:29.1 | +5.9  |
| DNQ | 19 | Nanni Galli          | March-Alfa Romeo | STP March Racing Team             | 1:34.6 | +11.4 |
| DNQ | 18 | Alex Soler-Roig      | March-Ford       | STP March Racing Team             | 1:44.4 | +21.2 |
| DNQ | 28 | Skip Barber          | March-Ford       | Gene Mason Racing                 | 2:48.6 | +85.4 |

## Gara
| Pos | No | Pilota               | Costruttore  | Giri | Tempo/Ritiro    | Pos. Griglia | Punti |
| --- | -- | -------------------- | ------------ | ---- | --------------- | ------------ | ----- |
| 1   | 11 | Jackie Stewart       | Tyrrell-Ford | 80   | 1:52:21.3       | 1            | 9     |
| 2   | 17 | Ronnie Peterson      | March-Ford   | 80   | + 25.6          | 8            | 6     |
| 3   | 4  | Jacky Ickx           | Ferrari      | 80   | + 53.3          | 2            | 4     |
| 4   | 9  | Denny Hulme          | McLaren-Ford | 80   | + 1:06.7        | 6            | 3     |
| 5   | 1  | Emerson Fittipaldi   | Lotus-Ford   | 79   | + 1 Giro        | 17           | 2     |
| 6   | 24 | Rolf Stommelen       | Surtees-Ford | 79   | + 1 Giro        | 16           | 1     |
| 7   | 22 | John Surtees         | Surtees-Ford | 79   | + 1 Giro        | 10           |       |
| 8   | 27 | Henri Pescarolo      | March-Ford   | 77   | + 3 Giri        | 13           |       |
| 9   | 15 | Pedro Rodríguez      | BRM          | 76   | + 4 Giri        | 5            |       |
| 10  | 8  | Tim Schenken         | Brabham-Ford | 76   | + 4 Giri        | 18           |       |
| Rit | 14 | Jo Siffert           | BRM          | 58   | Pompa dell'olio | 3            |       |
| Rit | 21 | Jean-Pierre Beltoise | Matra        | 47   | Differenziale   | 7            |       |
| Rit | 20 | Chris Amon           | Matra        | 45   | Differenziale   | 4            |       |
| Rit | 5  | Clay Regazzoni       | Ferrari      | 24   | Incidente       | 11           |       |
| Rit | 10 | Peter Gethin         | McLaren-Ford | 22   | Incidente       | 14           |       |
| Rit | 2  | Reine Wisell         | Lotus-Ford   | 21   | Distributore    | 12           |       |
| Rit | 12 | François Cevert      | Tyrrell-Ford | 5    | Incidente       | 15           |       |
| Rit | 7  | Graham Hill          | Brabham-Ford | 1    | Incidente       | 9            |       |

## Statistiche
Piloti
- 14ª vittoria per Jackie Stewart
- 1° podio per Ronnie Peterson
- 1º Gran Premio per Skip Barber

Costruttori
- 2° vittoria per la Tyrrell
- 175° podio per la Ferrari
- 1º giro più veloce per la Tyrrell

Motori
- 36° vittoria per il motore Ford Cosworth
- 175° podio per il motore Ferrari

Giri al comando
- Jackie Stewart (1-80)

## Classifiche

### Piloti
| Pos. | Pilota               | Punti |
| ---- | -------------------- | ----- |
| 1    | Jackie Stewart       | 24    |
| 2    | Jacky Ickx           | 10    |
| 3    | Mario Andretti       | 9     |
| 4    | Chris Amon           | 6     |
| 5    | Ronnie Peterson      | 6     |
| 6    | Denny Hulme          | 6     |
| 7    | Clay Regazzoni       | 4     |
| 8    | Reine Wisell         | 3     |
| 9    | Pedro Rodríguez      | 3     |
| 10   | Emerson Fittipaldi   | 2     |
| 11   | Jean-Pierre Beltoise | 1     |
| 12   | Rolf Stommelen       | 1     |

### Costruttori
| Pos. | Team         | Punti |
| ---- | ------------ | ----- |
| 1    | Tyrrell-Ford | 24    |
| 2    | Ferrari      | 19    |
| 3    | Matra        | 6     |
| 4    | March-Ford   | 6     |
| 5    | McLaren-Ford | 6     |
| 6    | Lotus-Ford   | 5     |
| 7    | BRM          | 3     |
| 8    | Surtees-Ford | 1     |